# Elezioni europee del 2024 in Portogallo
Le elezioni europee del 2024 in Portogallo si sono tenute domenica 9 giugno per eleggere i 21 membri del Parlamento europeo spettanti al Portogallo.

## Sistema elettorale
Per le elezioni europee, la legge elettorale portoghese prevede l’applicazione, in un'unica circoscrizione nazionale, di un sistema elettorale a base proporzionale con liste chiuse e senza alcuna soglia di sbarramento.
Le preferenze sono in seguito tradotte in seggi secondo il metodo D'Hondt.
Tutte le persone che hanno la cittadinanza portoghese ed una residenza principale in Portogallo, i cittadini portoghesi senza residenza in Portogallo (c.d. “portoghesi all'estero”) e altri cittadini dell'Unione (se la loro residenza principale è in Portogallo) hanno diritto di voto alle elezioni europee nel paese.
L’esercizio attivo del diritto è ammesso dai 18 anni in su, compresi coloro che compiono tale età entro il giorno delle elezioni, al più tardi. La registrazione al voto è attuata d’ufficio in base alla residenza.
L’esercizio del diritto di candidarsi è ammesso per tutte le persone che hanno diritto di voto e hanno raggiunto l'età di 18 anni il giorno delle elezioni.
Non è ammesso il voto per posta, né il voto per procura o il voto elettronico. Non è disposto alcun obbligo di voto.

## Risultati
| Liste           | Liste | Partito Europeo | Gruppo          | Voti       | %     | Seggi     |
| --------------- | --- | --------------- | --------------- | ---------- | ----- | --------- |
|                 | Partito Socialista (PS) | PSE             | S&D             | 1.267.106  | 32,08 | 8         |
|                 | Alleanza Democratica (AD) • Partito Social Democratico (PSD) • CDS - Partito Popolare (CDS-PP) • Partito Popolare Monarchico (PPM) • Indipendenti (IND) | PPE ECPM –      | PPE – PPE       | 1.228.787  | 31,11 | 7 5 1 – 1 |
|                 | Chega (CH) | ID              | PfE             | 386.705    | 9,79  | 2         |
|                 | Iniziativa Liberale (IL) | ALDE            | RE              | 358.458    | 9,08  | 2         |
|                 | Blocco di Sinistra (BE) | SE/OIP/EACL     | GUE/NGL         | 168.079    | 4,26  | 1         |
|                 | Coalizione Democratica Unitaria (CDU) • Partito Comunista Portoghese (PCP) • Partito Ecologista "I Verdi" (PEV)                                         | SE PVE          | GUE/NGL –       | 162.769    | 4,12  | 1 –       |
|                 | Livre (L) | PVE             | –               | 148.492    | 3,76  | –         |
|                 | Alternativa Democratica Nazionale (ADN) | –               | –               | 54.075     | 1,37  | –         |
|                 | Persone-Animali-Natura (PAN) | APEU            | –               | 48.044     | 1,22  | –         |
|                 | Altri (<1,00%) | –               | –               | 49.096     | 1,24  | –         |
| Totale          | Totale | Totale          | Totale          | 3.870.761  | 100   | 21        |
| Voti non validi | Voti non validi | Voti non validi | Voti non validi | 77.942     | 1,97  |           |
| Votanti         | Votanti | Votanti         | Votanti         | 3.949.553  | 36,47 |           |
| Elettori        | Elettori | Elettori        | Elettori        | 10.830.565 |       |           |